# Cake star - Pasticcerie in sfida
Cake star - Pasticcerie in sfida  è stato un programma televisivo italiano di genere talent show culinario, trasmesso sul canale Real Time dal 2 febbraio 2018 al 31 marzo 2023.

## Il programma
Il programma si basa su una sfida tra pasticcerie d'Italia e ricalca in modo simile il programma 4 ristoranti condotto da Alessandro Borghese. 
In ogni puntata si sfidano 3 pasticcerie di una località italiana i cui proprietari, a turno, danno un giudizio sugli altri concorrenti in merito all'aspetto della pasticceria, al cabaret delle paste e al "pezzo forte", ovvero il dolce di spicco, con un punteggio da 0 a 5 stelle. Giudici e conduttori sono Katia Follesa e Damiano Carrara che danno anche loro un giudizio che andrà a sommarsi con quello dei concorrenti. 
Nelle prime tre edizioni, il voto di Carrara rimaneva segreto fino al momento del confronto tra pasticcieri, al termine del quale i due concorrenti che avevano ricevuto il punteggio più alto potevano accedere al duello finale e si confrontavano in una sfida ad armi pari - giudicata dal solo Damiano Carrara - per aggiudicarsi il trofeo di Cake Star, il titolo di miglior pasticceria della città e un premio in denaro di 2.000 euro da reinvestire in azienda. La sfida avveniva solitamente fuori dal proprio laboratorio, in un palazzo storico della località appositamente attrezzato, anche se in alcuni casi ciò non è stato possibile ed i concorrenti sono tornati nei loro negozi per la preparazione dei dolci.
Nella quarta e quinta stagione, al termine dei giudizi sull'aspetto della pasticceria, sul cabaret delle paste e sul "pezzo forte", Katia Follesa e Damiano Carrara decidono se assegnare un bonus di 5 stelle aggiuntive al dolce scelto dal "cliente di fiducia" di ciascuna pasticceria. Se la pasticceria riesce a vincere la puntata grazie ai punti bonus ricevuti, il "cliente di fiducia" ha diritto ad un premio a sua scelta, offertogli dalla pasticceria stessa. Anche in questo caso i voti di Carrara rimangono segreti e vengono aggiunti solo alla fine per decretare il vincitore.
Nella sesta edizione Katia Follesa lascia la conduzione e Damiano Carrara viene affiancato da Tommaso Foglia; non c'è più il "cliente di fiducia" ed i voti dei due giudici vengono rivelati solo alla fine per decretare il vincitore.

## Edizioni
| Edizione | Conduzione     | Conduzione      | Periodo          | Periodo        | Puntate | Rete      |
| Edizione | Conduzione     | Conduzione      | Inizio           | Fine           | Puntate | Rete      |
| -------- | -------------- | --------------- | ---------------- | -------------- | ------- | --------- |
| 1ª       | Katia Follesa  | Damiano Carrara | 2 febbraio 2018  | 23 marzo 2018  | 8       | Real Time |
| 2ª       | Katia Follesa  | Damiano Carrara | 1º febbraio 2019 | 19 aprile 2019 | 12      | Real Time |
| 3ª       | Katia Follesa  | Damiano Carrara | 24 gennaio 2020  | 24 luglio 2020 | 12      | Real Time |
| 4ª       | Katia Follesa  | Damiano Carrara | 29 gennaio 2021  | 23 aprile 2021 | 12      | Real Time |
| 5ª       | Katia Follesa  | Damiano Carrara | 11 febbraio 2022 | 29 aprile 2022 | 12      | Real Time |
| 6ª       | Tommaso Foglia | Damiano Carrara | 6 gennaio 2023   | 31 marzo 2023  | 12      | Real Time |

## Puntate

### Prima edizione (2018)
| Puntate | Data             | Città    | Telespettatori | Share |
| ------- | ---------------- | -------- | -------------- | ----- |
| 1       | 2 febbraio 2018  | Torino   | 453.000        | 1,70% |
| 2       | 9 febbraio 2018  | Lucca    | 149.000        | 0,60% |
| 3       | 16 febbraio 2018 | Bari     | 450.000        | 1,80% |
| 4       | 23 febbraio 2018 | Catania  | -              | 2,00% |
| 5       | 2 marzo 2018     | Bologna  | -              | 2,29% |
| 6       | 9 marzo 2018     | Verona   | 484.000        | 1,80% |
| 7       | 16 marzo 2018    | Cagliari | 585.000        | 2,30% |
| 8       | 23 marzo 2018    | Napoli   | -              | -     |
| Media   | Media            | Media    | 424.000        | 1,78% |

### Seconda edizione (2019)
| Puntate | Data             | Città    | Telespettatori | Share | Pasticcerie in gara                                                                             | Eliminato          | Vincitore             |
| ------- | ---------------- | -------- | -------------- | ----- | ----------------------------------------------------------------------------------------------- | ------------------ | --------------------- |
| 1       | 1º febbraio 2019 | Versilia | -              | -     | Pasticceria Venere - Lorenzo Pasticceria e Caffè - Pasticceria Aldo                             | Aldo               | Lorenzo               |
| 2       | 8 febbraio 2019  | Lecce    | -              | -     | Pasticceria Danny - Pasticceria Pinti - Pasticceria Chantilly                                   | Pinti              | Danny                 |
| 3       | 15 febbraio 2019 | Genova   | -              | -     | Pasticceria Poldo - Pasticceria Mantero - Pasticceria Traverso                                  | Poldo              | Traverso              |
| 4       | 22 febbraio 2019 | Bergamo  | 538.000        | 2,00% | Pasticceria Cortinovis - Pasticceria MG2 - Pasticceria Bonati                                   | MG2                | Cortinovis            |
| 5       | 1º marzo 2019    | Firenze  | 528.000        | 2,10% | Pasticceria Caramello fondente - Pasticceria Dolci pensieri - Pasticceria Cosi                  | Caramello fondente | Cosi                  |
| 6       | 8 marzo 2019     | Trieste  | 454.000        | 1,90% | Pasticceria Zenzero e cannella - Pasticceria Amelia dolce q.b. - Pasticceria Il pane quotidiano | Amelia dolce q.b.  | Zenzero e cannella    |
| 7       | 15 marzo 2019    | Siracusa | 479.000        | 1,90% | Pasticceria Bar Ciccio, Pasticceria Le Voglie, Pasticceria Archimede                            | Archimede          | Bar Ciccio            |
| 8       | 22 marzo 2019    | Modena   | 416.000        | 1,60% | Pasticceria Nappo, Pasticceria degli Dei, Pasticceria Remondini                                 | Remondini          | Nappo                 |
| 9       | 29 marzo 2019    | Perugia  | 418.000        | 1,70% | Michele & Co, Pasticceria 2000, Turan Café                                                      | Turan Café         | Michele & Co          |
| 10      | 5 aprile 2019    | Padova   | 583.000        | 2,30% | Pasticceria Mazzari, Pasticceria Racca, Pasticceria Le Sablon                                   | Le Sablon          | Racca                 |
| 11      | 12 aprile 2019   | Salerno  | 566.000        | 2,20% | Cupcakeria Pasticcia, Pasticceria Sandro, Mamma Grazia                                          | Pasticceria Sandro | Mamma Grazia          |
| 12      | 19 aprile 2019   | Roma     | 500.000        | 2,20% | Cristalli di Zucchero, Don Nino, Charlotte                                                      | Don Nino           | Cristalli di Zucchero |
| Media   | Media            | Media    | 498.000        | 1,99% | -                                                                                               | -                  | -                     |

### Terza edizione (2020)
| Puntate | Data             | Città             | Telespettatori | Share | Pasticcerie in gara                                                         | Terzo Posto           | Secondo posto                 | Vincitore                       |
| ------- | ---------------- | ----------------- | -------------- | ----- | --------------------------------------------------------------------------- | --------------------- | ----------------------------- | ------------------------------- |
| 1       | 24 gennaio 2020  | Riviera romagnola | 389.000        | 1,60% | Panificio Pasticceria Lièvita - Pasticceria Soriani - Pasticceria Tommasini | Pasticceria Soriani   | Panificio Pasticceria Lièvita | Pasticceria Tommasini           |
| 2       | 31 gennaio 2020  | Valle d'Itria     | 467.000        | 1,90% | Emalu Pasticceria - Pasticceria Velletri - Bar Fod                          | Emalu Pasticceria     | Bar Fod                       | Pasticceria Velletri            |
| 3       | 14 febbraio 2020 | Lago di Garda     | 348.000        | 1,40% | Creazioni - El Pastiser - Pasticceria Di Novo                               | El Pastiser           | Creazioni                     | Pasticceria Di Novo             |
| 4       | 21 febbraio 2020 | Palermo           | 364.000        | 1,45% | Pasticceria Oscar - Pasticceria Don Gino - Pasticceria Cappello             | Pasticceria Cappello  | Pasticceria Oscar             | Pasticceria Don Gino            |
| 5       | 28 febbraio 2020 | Livorno           | 426.000        | 1,60% | Pasticceria Cerrettini - Manalù - Pasticceria Cristiani                     | Manalù                | Pasticceria Cerrettini        | Pasticceria Cristiani           |
| 6       | 6 marzo 2020     | Cuneo             | 432.000        | 1,60% | Pasticceria Musso - Pasticceria Paganessi - Prisma                          | Pasticceria Musso     | Prisma                        | Pasticceria Paganessi           |
| 7       | 13 marzo 2020    | Marche            | 480.000        | 1,60% | La Delizia - La Mou - Pasticceria Romana                                    | La Delizia            | Pasticceria Romana            | La Mou                          |
| 8       | 20 marzo 2020    | Savona            | 521.000        | 1,70% | Simo la pasticceria che sognavo - Pasticceria Bertola - Articioc            | Pasticceria Bertola   | Articioc                      | Simo la pasticceria che sognavo |
| 9       | 3 luglio 2020    | Vicenza           | 416.000        | 2,09% | Il Chicco Di Grano - Pasticceria Bolzani - Bistrò Garibaldi                 | Bistrò Garibaldi      | Il Chicco Di Grano            | Pasticceria Bolzani             |
| 10      | 10 luglio 2020   | Parma             | 484.000        | 2,60% | Pasticceria Lady Anna - Pasticceria Bianchini - Pasticceria da Teo          | Pasticceria Bianchini | Pasticceria Lady Anna         | Pasticceria da Teo              |
| 11      | 17 luglio 2020   | Rovereto          | 386.000        | 1,90% | Pasticceria Andreatta - Pasticceria Zaffiro - Pasticceria Dario             | Pasticceria Dario     | Pasticceria Zaffiro           | Pasticceria Andreatta           |
| 12      | 24 luglio 2020   | Milano            | 394.000        | 2,05% | Clèa Pasticceria Culinaria - Pasticceria Babouche - Pasticceria PastiCherì  | Pasticceria Babouche  | Pasticceria PastiCherì        | Clèa Pasticceria Culinaria      |
| Media   | Media            | Media             | 425.583        | 1,79% | -                                                                           | -                     | -                             | -                               |

### Quarta edizione (2021)
| Puntate | Data             | Città         | Telespettatori | Share | Pasticcerie in Gara                                                                             | Vincitore                  |
| ------- | ---------------- | ------------- | -------------- | ----- | ----------------------------------------------------------------------------------------------- | -------------------------- |
| 1       | 29 gennaio 2021  | Lago di Como  | 448.000        | 1,7%  | Pasticceria Amerigo (Lecco), Fuin (Como), Mignon on the lake (Como)                             | Pasticceria Amerigo        |
| 2       | 5 febbraio 2021  | Pisa          | 550.000        | 2,1%  | Pasticceria Cioccorocolato, Pasticceria Al Dolcemente, Bar Pasticceria La Delizia               | Pasticceria Cioccorocolato |
| 3       | 12 febbraio 2021 | Alessandria   | 527.000        | 2%    | Pasticceria Zoccola (Alessandria), Dolce Vito (Alessandria), Elvezia (Novi Ligure)              | Pasticceria Elvezia        |
| 4       | 19 febbraio 2021 | Ravenna       | 424.000        | 1,6%  | Pasticceria Veneziana, Pasticceria Ferrari, Pasticceria Dante                                   | Pasticceria Dante          |
| 5       | 26 febbraio 2021 | Brescia       | 433.000        | 1,6%  |                                                                                                 |                            |
| 6       | 12 marzo 2021    | Costa apuana  | 437.000        | 1,6%  |                                                                                                 |                            |
| 7       | 19 marzo 2021    | Treviso       | 508.000        | 1,9%  |                                                                                                 |                            |
| 8       | 26 marzo 2021    | Pesaro        | 504.000        | 1,9%  |                                                                                                 |                            |
| 9       | 2 aprile 2021    | Milano        | 397.000        | 1,5%  |                                                                                                 |                            |
| 10      | 9 aprile 2021    | Prato         | 496.000        | 1,8%  |                                                                                                 |                            |
| 11      | 16 aprile 2021   | Reggio Emilia | 457.000        | 1,7%  |                                                                                                 |                            |
| 12      | 23 aprile 2021   | Brianza       | 515.000        | 1,9%  | Pasticceria Mais (Busnago), Pasticceria Borromeo (Cesano Maderno), Pasticceria Verga (Giussano) | Pasticceria Verga          |
| Media   | Media            | Media         | 475.000        | 1,78% | -                                                                                               | -                          |

### Quinta edizione (2022)
| Puntate | Data             | Città           | Telespettatori | Share |
| ------- | ---------------- | --------------- | -------------- | ----- |
| 1       | 11 febbraio 2022 | Siena           | 305.000        | 1,30% |
| 2       | 18 febbraio 2022 | Costa Pescarese | 263.000        | 1,10% |
| 3       | 25 febbraio 2022 | Brindisi        | 350.000        | 1,50% |
| 4       | 4 marzo 2022     | Varese          | 304.000        | 1,40% |
| 5       | 11 marzo 2022    | Milano          | 338.000        | 1,50% |
| 6       | 18 marzo 2022    | Ferrara         | 362.000        | 1,60% |
| 7       | 25 marzo 2022    | Aosta           | 258.000        | 1,20% |
| 8       | 1º aprile 2022   | Mantova         | 381.000        | 1,70% |
| 9       | 8 aprile 2022    | Paesi etnei     | 313.000        | 1,40% |
| 10      | 15 aprile 2022   | Bordighera      | 280.000        | 1,30% |
| 11      | 22 aprile 2022   | Caserta         | 343.000        | 1,50% |
| 12      | 29 aprile 2022   | Monferrato      | 327.000        | 1,50% |
| Media   | Media            | Media           | 319.000        | 1,42% |

### Sesta edizione (2023)
| Puntate | Data             | Città             | Telespettatori | Share |
| ------- | ---------------- | ----------------- | -------------- | ----- |
| 1       | 6 gennaio 2023   | Castelli Romani   | 252.000        | 1,40% |
| 2       | 13 gennaio 2023  | Modica            | 311.000        | 1,60% |
| 3       | 20 gennaio 2023  | Ancona            | 281.000        | 1,40% |
| 4       | 27 gennaio 2023  | Franciacorta      | 343.000        | 1,70% |
| 5       | 3 febbraio 2023  | Pavia e l'Oltrepò | 286.000        | 1,40% |
| 6       | 17 febbraio 2023 | Reggio Calabria   | 268.000        | 1,30% |
| 7       | 24 febbraio 2023 | Lago d'Iseo       | 305.000        | 1,60% |
| 8       | 3 marzo 2023     | Pistoia           | 272.000        | 1,40% |
| 9       | 10 marzo 2023    | Torino            | 262.000        | 1,40% |
| 10      | 17 marzo 2023    | Pordenone         | 261.000        | 1,30% |
| 11      | 24 marzo 2023    | Messina           | 303.000        | 1,50% |
| 12      | 31 marzo 2023    | Milano            | 264.000        | 1,30% |
| Media   | Media            | Media             | 284.000        | 1,44% |

## Audience
| Edizione | Rete      | Anno | Stagione          | Programmazione | Programmazione | Programmazione | Programmazione | Programmazione | Programmazione | Programmazione | Telespettatori | Share | Premiere       | Premiere | Finale         | Finale |
| Edizione | Rete      | Anno | Stagione          | L              | M              | M              | G              | V              | S              | D              | Telespettatori | Share | Telespettatori | Share    | Telespettatori | Share  |
| -------- | --------- | ---- | ----------------- | -------------- | -------------- | -------------- | -------------- | -------------- | -------------- | -------------- | -------------- | ----- | -------------- | -------- | -------------- | ------ |
| 1ª       | Real Time | 2018 | inverno-primavera |                |                |                |                |                |                |                | 424.000        | 1,78% | 453.000        | 1,70%    | N.D.           | N.D.   |
| 2ª       | Real Time | 2019 | inverno-primavera | 498.000        | 1,99%          | N.D.           | N.D.           | 500.000        | 2,20%          |                |                |       |                |          |                |        |
| 3ª       | Real Time | 2020 | inverno-estate    | 424.000        | 1,89%          | 389.000        | 1,60%          | 394.000        | 2,05%          |                |                |       |                |          |                |        |
| 4ª       | Real Time | 2021 | inverno-primavera | 475.000        | 1,78%          | 448.000        | 1,70%          | 515.000        | 1,90%          |                |                |       |                |          |                |        |
| 5ª       | Real Time | 2022 | inverno-primavera | 319.000        | 1,42%          | 305.000        | 1,30%          | 327.000        | 1,50%          |                |                |       |                |          |                |        |
| 6ª       | Real Time | 2023 | inverno-primavera | 284.000        | 1,44%          | 252.000        | 1,40%          | 264.000        | 1,30%          |                |                |       |                |          |                |        |